# Koluta
Koluta – wieś w Estonii, prowincji Rapla, w gminie Märjamaa.